# FN Herstal
Fabrique Nationale Herstal dịch sang tiếng Anh là National Factory Herstal, với tên trao đổi là FN Herstal và thường được gọi là Fabrique Nationale, hay chỉ đơn giản là  FN, là một trong các nhà sản xuất vũ khí hàng đầu có trụ sở tại Herstal, Bỉ, và cũng từng là nhà sản xuất ô tô. Đây là nhà xuất khẩu vũ khí hạng nhẹ lớn nhất châu Âu tính đến  năm 2012.
FN Herstal được sở hữu bởi Tập đoàn FN Browning (tên cũ là Tập đoàn Herstal), vốn được sở hữu bởi chính quyền vùng Wallonia. Tập đoàn Herstal cũng sỡ hữu Công ty Vũ khí Browning và Công ty U.S. Repeating Arms.
FN America là chi nhánh tại Hoa Kỳ của FN Herstal, vốn được hợp nhất từ hai chi nhánh khác ở Mỹ là – FN Manufacturing và FNH USA.

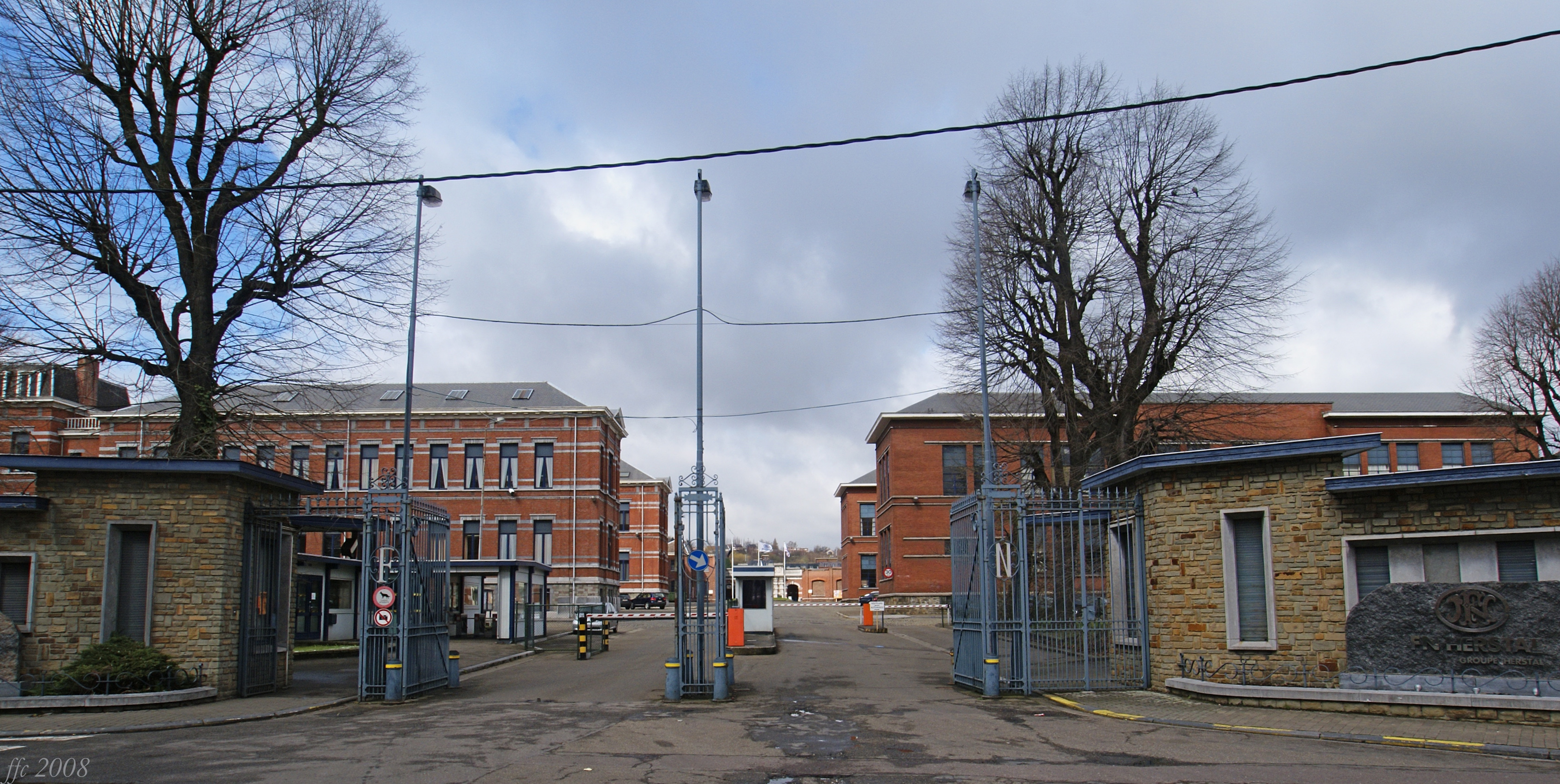
Cổng vào của nhà máy

Các vũ khí được thiết kế và sản xuất bởi FN bao gồm M249, súng ngắn Browning Hi-Power và Five-seven, các mẫu súng trường FAL, FNC, F2000 và SCAR, súng tiểu liên P90, và các mẫu súng máy M2 Browning, MAG, Minimi và FN Evolys; đều thành công về mặt thương mại. Các mẫu súng của FN Herstal hiện đang được sử dụng bởi lực lưỡng vũ trang của hơn 100 quốc gia trên toàn thế giới.

## Lịch sử

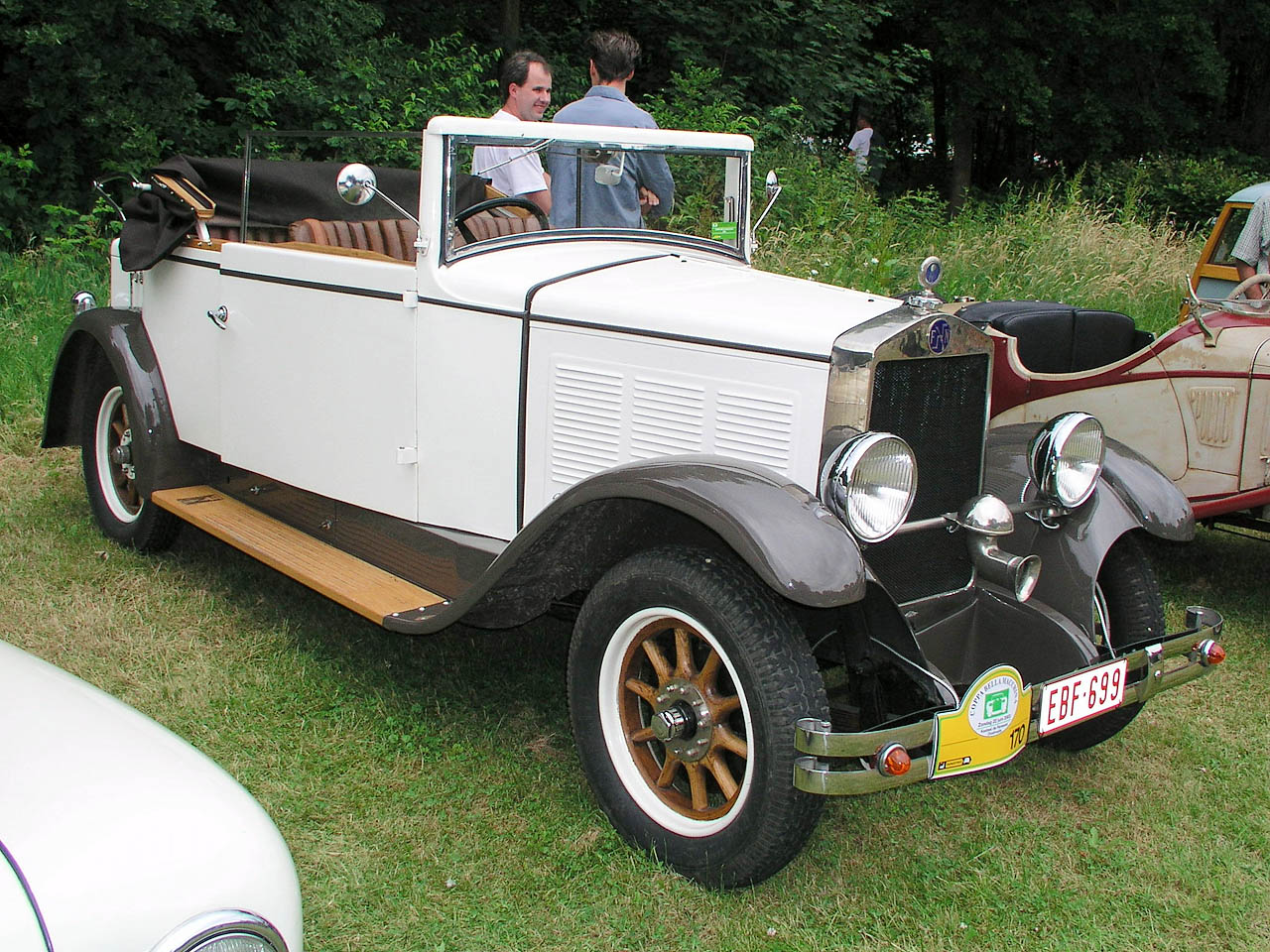
1931 FN cabriolet

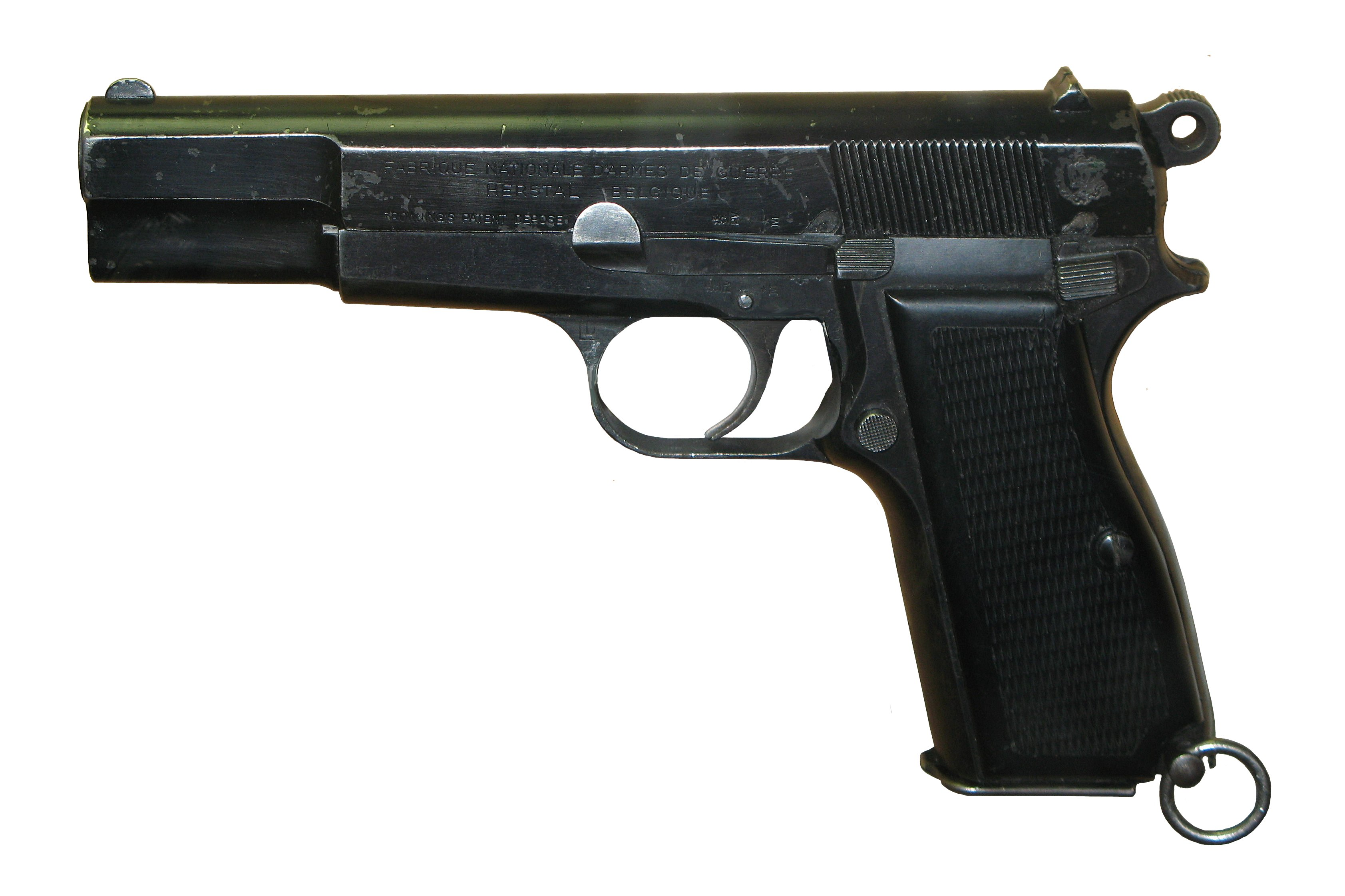
FN Browning Hi-Power pistol

FN Herstal có nguồn gốc từ một thành phố nhỏ ở Herstal, gần Liège. Fabrique Nationale d'Armes de Guerre, dịch ra mang nghĩa là 'Nhà máy Quốc gia Sản xuất Vũ khí Quân dụng' đợc thành lập năm 1889 để sản xuất 150,000 khẩu súng trường Mauser Model 89 đặt hàng bởi chính phủ Bỉ. FN được đồng sáng lập bởi các nhà sản xuất vũ khí lớn của vùng Liège, trong đó Henri Pieper thuộc Anciens Etablissements Pieper là nhân tố chính thúc đẩy dự án và cũng là cổ đông lớn nhất. Đến năm 1897, công ty bắt đầu hợp tác lâu dài với John Browning, nhà thiết kế vũ khí người Mỹ nổi tiếng, mở ra một mối quan hệ quan trọng trong lịch sử phát triển của họ.
Công ty từng là một trong những nhà sản xuất phương tiện cơ giới quan trọng của Bỉ, dưới sự lãnh đạo của Alexandre Galopin với vai trò giám đốc điều hành. Từ đầu những năm 1900, FN bắt đầu sản xuất ô tô tại Herstal và duy trì đến năm 1935. Sau đó, công ty tiếp tục phát triển xe máy cho đến năm 1965 và sản xuất xe tải cho đến năm 1970. Đến năm 1973, nhằm phản ánh sự đa dạng hóa sản phẩm vượt ra ngoài phạm vi sản xuất vũ khí bộ binh và hỏa khí quân sự, công ty chính thức đổi tên thành Fabrique Nationale d'Herstal, tên gọi vẫn được sử dụng cho đến ngày nay.
One of Fabrique Nationale's handguns, a Model 1910 semi-automatic pistol in 9×17mm (.380 ACP) (serial number 19074), was one of four weapons that were taken from the assassins of Archduke Franz Ferdinand of Austria, although it is unknown which of the four weapons fired the fatal round.
Browning bắt đầu phát triển khẩu súng ngắn GP35 “High Power”, trong đó GP là viết tắt của Grande Puissance (tiếng Pháp nghĩa là “hỏa lực mạnh”), thường được biết đến với tên gọi Browning Hi-Power. Mẫu súng này được hoàn thiện bởi kỹ sư của FN, Dieudonné Saive, và chỉ chính thức ra mắt vào năm 1935, gần một thập kỷ sau khi Browning qua đời. Browning Hi-Power trở thành một trong những khẩu súng ngắn bán tự động nổi tiếng nhất thế kỷ 20 và được sản xuất liên tục cho đến năm 2017.
FN Herstal từng có một bộ phận chế tạo động cơ hàng không và trở thành nhà sản xuất động cơ máy bay duy nhất tại khu vực Benelux. Bộ phận này được thành lập năm 1949 tại Liers, chuyên sản xuất linh kiện cũng như chế tạo và lắp ráp hoàn chỉnh các động cơ theo giấy phép của các công ty Anh, Pháp và Mỹ. Khi bốn quốc gia châu Âu, trong đó có Bỉ, cùng lựa chọn tiêm kích F-16 vào năm 1977, FN Herstal đã xây dựng một nhà máy hoàn toàn mới để sản xuất linh kiện, lắp ráp và thử nghiệm động cơ phục vụ cho dòng máy bay này. Ngoài ra, FN Division Moteurs còn cung cấp linh kiện cho chương trình không gian Ariane của châu Âu. Tuy nhiên, đến năm 1987, FN Herstal đã thoái vốn khỏi mảng hoạt động này. Các hoạt động liên quan sau đó được sáp nhập vào Safran, tập đoàn công nghiệp hàng không vũ trụ lớn của Pháp.
Năm 2023, FN Herstal đạt lợi nhuận 75 triệu euro trên tổng doanh thu 908 triệu euro, mức doanh thu cao thứ hai trong lịch sử của công ty.
Ngày 17 tháng 2 năm 2024, FN Herstal thành lập một quỹ đầu tư mạo hiểm mang tên FNX, với số vốn ban đầu 20 triệu euro.
Đến năm 2025, nhân dịp kỷ niệm 135 năm thành lập, FN Browning Group đã tổ chức một cuộc triển lãm đặc biệt tại bảo tàng La Boverie ở Liège, diễn ra từ 25 tháng 4 đến 26 tháng 7 năm 2025.

## Liên kết bên ngoài
- Trang web chính thức
- FN America website
- FNH UK website